# Witzweg

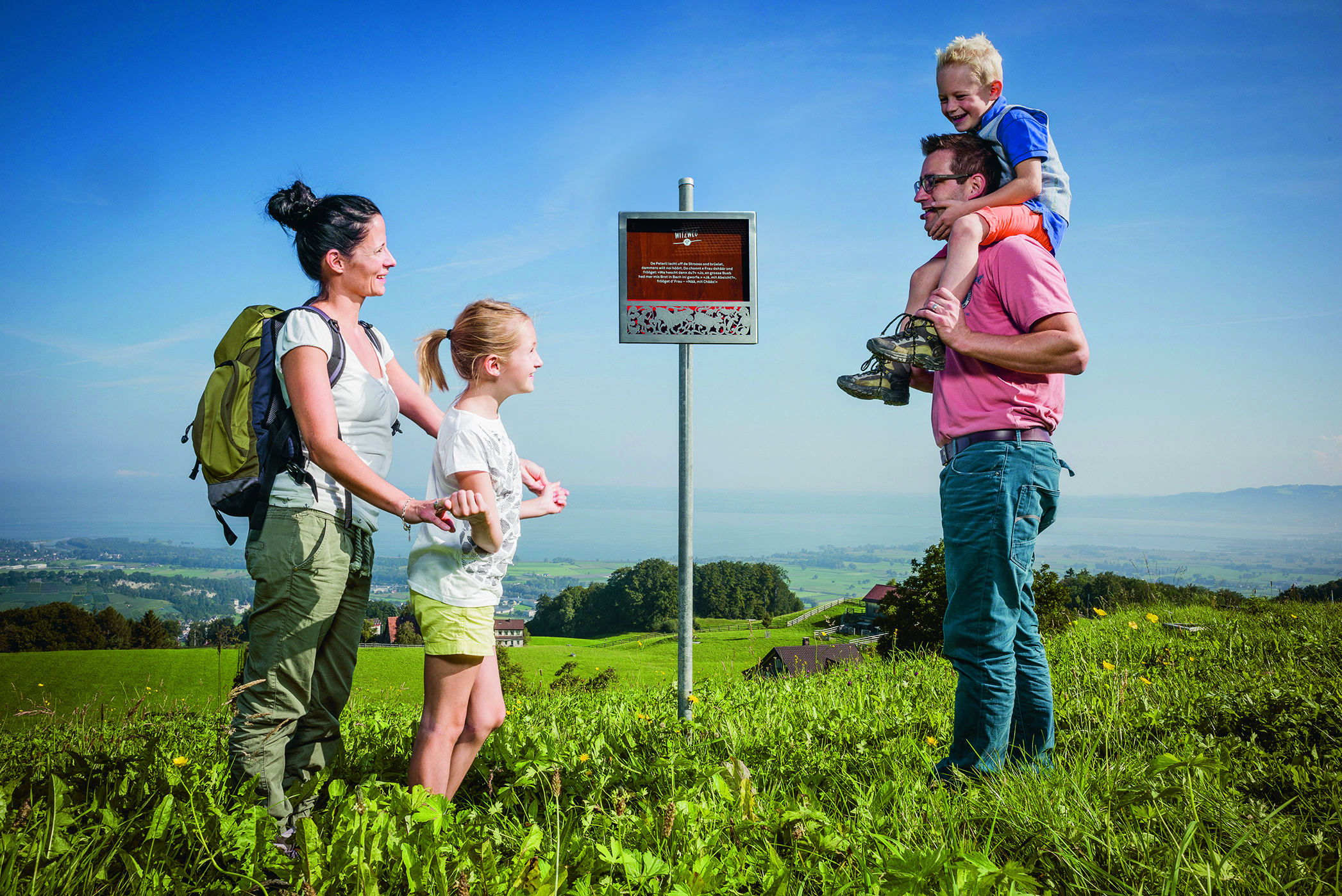
Tafel des Witzwegs

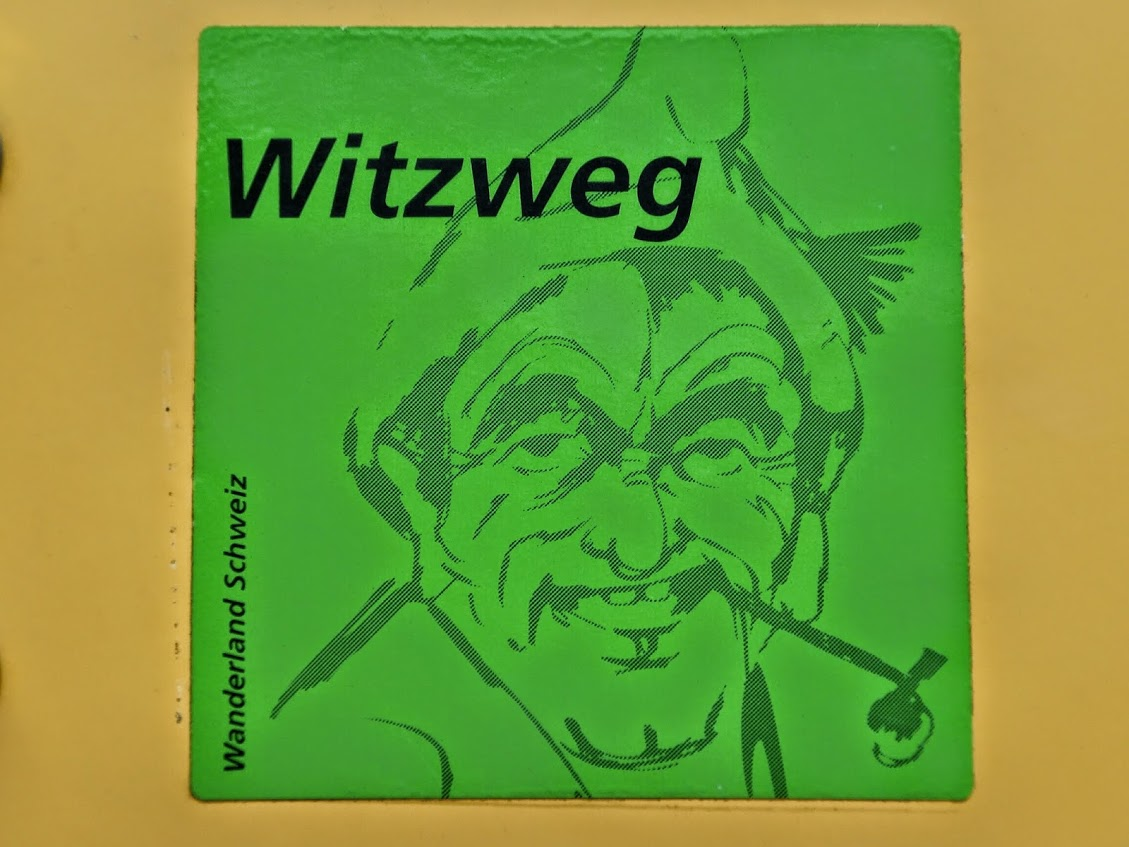
Logo des Witzwegs

Der Witzweg ist ein Wanderweg im Kanton Appenzell Ausserrhoden in der Schweiz. Auf dem Weg werden an rund 40 Stationen Appenzeller Witze auf Tafeln in Schweizerdeutsch und Hochdeutsch präsentiert. Der Weg ist im Jahr 1993 auf Initiative von Ruedi Rohner und Peter Eggenberger entstanden.
Die Wanderung auf dem etwa acht Kilometer langen Weg dauert - mit der Lektüre der Witz-Tafeln - etwa zweieinhalb Stunden und führt von Heiden nach Walzenhausen (oder in umgekehrter Richtung). 
Der Witzweg bietet eine Aussicht auf die Bodenseeregion. Auf der Strecke gibt es verschiedene Verpflegungsmöglichkeiten und Rastplätze. Die Strecke verläuft vom "Biedermeierdorf" Heiden (800 m ü. M.) über Wolfhalden (709 m), Klus (699 m), Sonder (781 m), Schiben (725 m), Hostet (743 m) nach Walzenhausen (673 m).

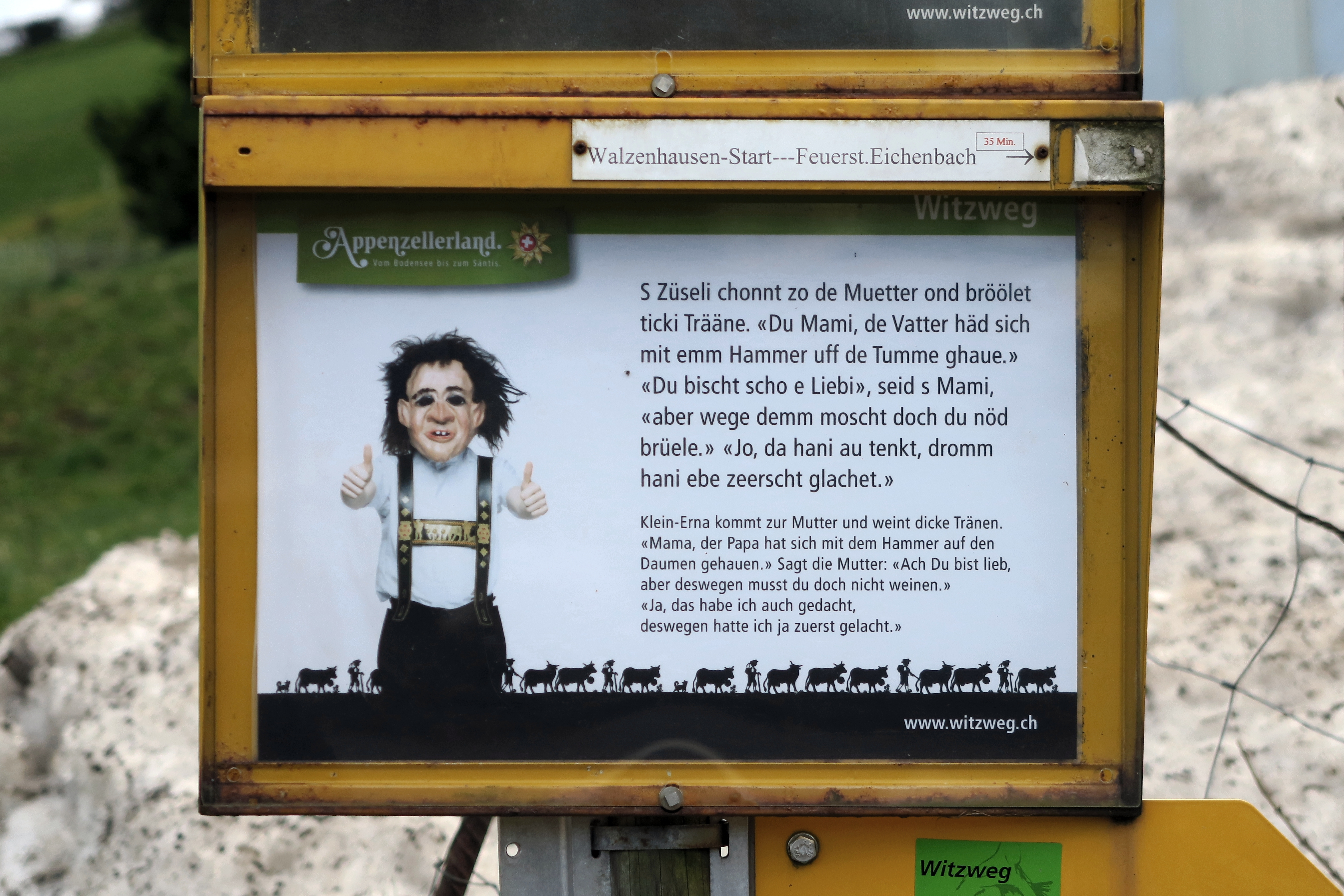
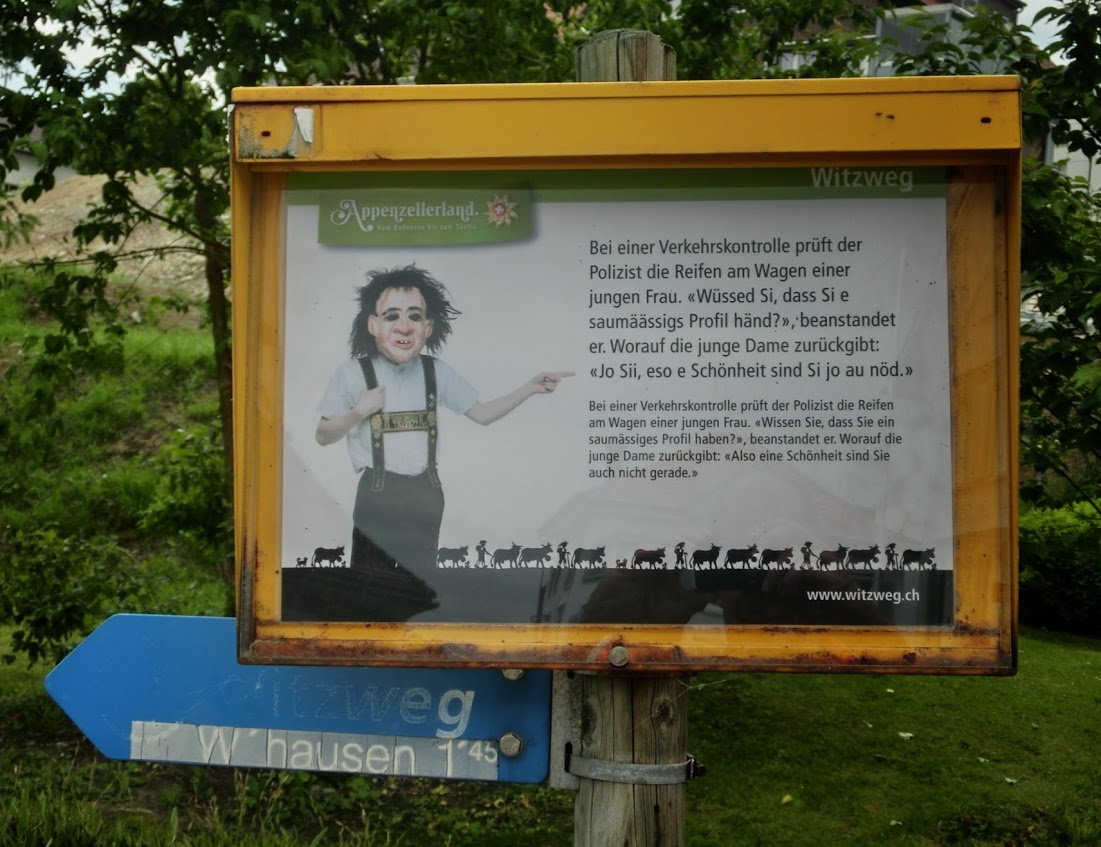
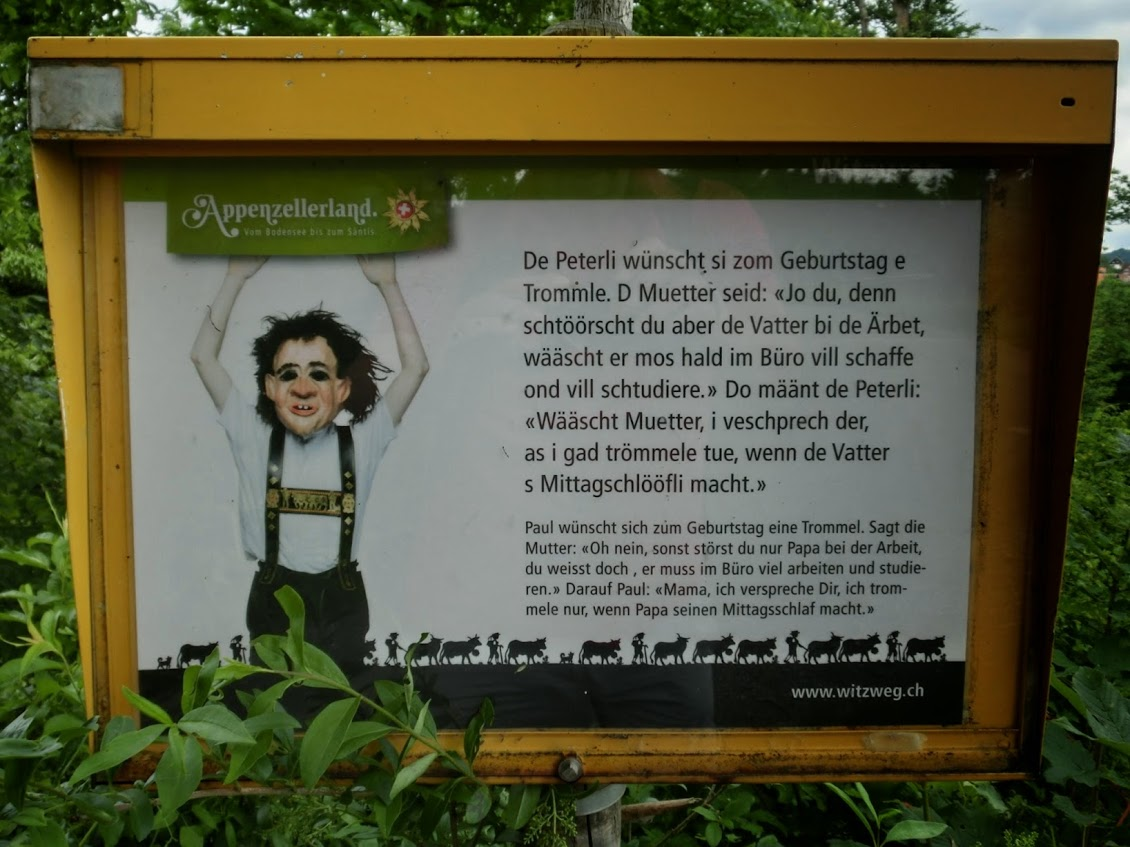

Beispiele von Witzen: